# 小行星3707
小行星3707（英語：3707 Schroter）是一颗围绕太阳公转的小行星。1934年2月5日，卡尔·威廉·雷睦斯在海德堡发现了此天体。
这颗小行星的绝对星等为143.52230等。